# Brissac (Hérault)
Brissac is een gemeente in het Franse departement Hérault (regio Occitanie) en telt 555 inwoners (2004). De plaats maakt deel uit van het arrondissement Lodève.

## Geografie
De oppervlakte van Brissac bedraagt 45,6 km², de bevolkingsdichtheid is 12,2 inwoners per km².
De onderstaande kaart toont de ligging van Brissac (Hérault) met de belangrijkste infrastructuur en aangrenzende gemeenten.

## Demografie
Onderstaande figuur toont het verloop van het inwonertal (bron: INSEE-tellingen).